# Compressopullenia
Compressopullenia es un género de foraminífero bentónico de la subfamilia Pulleniinae, de la familia Nonionidae, de la superfamilia Nonionoidea, del suborden Rotaliina y del orden Rotaliida. Su especie tipo es Nonion? septentrionalis. Su rango cronoestratigráfico abarca el Rupeliense (Oligoceno inferior).

## Clasificación
Compressopullenia incluye a la siguiente especie:
- Compressopullenia septentrionalis